# Случ (Старокостянтинів)
ФК «Случ» — український аматорський футбольний клуб в місті Старокостянтинів Хмельницької області. Виступає в чемпіонаті Хмельницької області.

## Історія
До 2004 місто Старокостянтинів, першість Чемпіонат Хмельницької області з футболу представляв СКА «Старокостянтинів», який у 1994 році став срібним призером. У сезон 2003 році команда зайняла в чемпіонаті 7 місце, після чого команда перестала існувати. Завдяки фанату футболу Пецух Василь Ярославович, і спонсорської допомоги міської ради, і мера міста. Була створена нова футбольна команда Случ.  
У 2004 році дебютувала у Чемпіонат Хмельницької області з футболу 2004, і став призером обласних змагань, здобувши третє місце. 
А у сезоні 2013 року команда зробила «Золотий дубль», виграла чемпіонат області, і Кубок області. За ФК "Случ" 2013 годі грали: Ковальчук В., Кліщенко В., Сяньков С., Грушок І., Рефель В., Козак І., Сакович В.,Ткачук М., Темнюк М., Полупан С., Ребекевша М., Блажко М., Максимчук Д., Бабак О., Бачинський В., Шляховий К., Казарян А., Чубенко О., Лемішевський А., Юхимович Д., тренер Іщук Л.М., президент клубу Пецух В.Я. Найкращим бомбардиром чемпіонату став Ребекевша Максим.

## Всі сезони Чемпіонату Хмельницької області
| Сезон | Чемпіонат | Чемпіонат | Чемпіонат | Чемпіонат | Чемпіонат | Чемпіонат | Чемпіонат | Чемпіонат |
| Сезон | Ліга      | Місце     | І         | В         | Н         | П         | М         | О         |
| ----- | --------- | --------- | --------- | --------- | --------- | --------- | --------- | --------- |
| 2004  | ВЛ        | 3         | 18        | 12        | 3         | 3         | 30-15     | 39        |
| 2005  | ВЛ        | 9         | 22        | 7         | 2         | 13        | 21-49     | 23        |
| 2006  | ВЛ        | 8         | 16        | 2         | 2         | 12        | 15-51     | 8         |
| 2007  | ВЛ        | 8         | 18        | 3         | 4         | 11        | 10-41     | 13        |
| 2008  | ВЛ        | 6         | 18        | 8         | 2         | 8         | 36-27     | 26        |
| 2009  | ВЛ        | 5         | 14        | 6         | 1         | 7         | 16-22     | 19        |
| 2010  | ВЛ        | -         | -         | -         | -         | -         | -         | -         |
| 2011  | ВЛ        | -         | -         | -         | -         | -         | -         | -         |
| 2012  | ВЛ        | 3         | 16        | 9         | 4         | 3         | 32-14     | 31        |
| 2013  | ВЛ        | 1         | 12        | 10        | 1         | 1         | 41-8      | 31        |
| 2014  | ВЛ        | 2         | 18        | 14        | 1         | 3         | 46-16     | 43        |
| 2015  | ВЛ        | 2         | 14        | 10        | 2         | 2         | 38-15     | 32        |

## Досягнення
- Чемпіонат Хмельницької області:
  - Чемпіон — 2013
  - Срібний призер — 2014, 2015, 2016.
  - Бронзовий призер — 2004, 2012, 2017.
- Володар кубка Хмельницької області — 2013, 2016